# Audi Q5
O Q5 é um utilitário esportivo de porte médio da Audi. Foi apresentado oficialmente na edição de 2008 do Salão de Pequim.